# Голофразис
Голофразис (від дав.-грец. ὅλος «цілий» і φράσις «вираз») — окреме слово, яке функціонує як фраза, або фраза, що функціонує як слово.

## Голофразис у лінгвістиці
У сучасній лінгвістиці термін тлумачиться неоднозначно: під ним може розумітися як спосіб словотвору (різновид зрощення, злиття), результатом якого є слово з новою семантикою, так і суто графічний прийом, що полягає у об'єднанні кількох слів в одне шляхом ліквідації пробілів.
Найчастіше голофразисні конструкції є оказіоналізмами, створеними шляхом об'єднання всіх слів речення або групи речень в одну одиницю зі злитим або дефісним написанням. Кількість таких оказіональних лексичних одиниць у художній літературі постійно зростає. Це пояснюється низкою лінгвістичних та екстралінгвістичних причин, зокрема, прагненням урізноманітнити художній стиль новими незвичайними виразами, більш влучно та лаконічно передати певні поняття, стани, почуття, які неможливо конкретно описати:
«The first time Olly's dad gets afternoon drunk — violent drunk, yelling-at-the-top-of-his-lungs drunk, doesn't-remember-what-happened-the-next-day drunk» (Yoon)
«… побачила, чому він про це питає, — і жалібно тенькнула в пій, уриваючись, струнка якоїсь слабенької надії на все-ще-буде-гаразд…» (О. Забужко)
Починаючи з 2000-х років помітно зросло використання голофразису як словотворчої моделі в інтернет-дискурсі.
В лексикографії термін голофразис, на прикладі Словника Лінгвістики та фонетики Д. Крістала, являє собою використання одного слова для передачі значення цілого речення, особливо в полісинтетичних мовах, наприклад польською pada — «йде дощ» або англійське «thanks».

## Голофразис у дитячому мовленні
Якщо звертатися до визначення голофразису іноземними авторами, то даний термін розглядається американським дослідником Р. Нордквістом як процес творення дитиною висловлювання, в якому одне слово виражає тип значення, яке зазвичай передається у мовленні дорослих цілим реченням. Найважливіша характеристика голофразису як специфічної одиниці дитячої мови — її синкретичність: голофразис є одночасно і словом, і висловлюванням, і текстом, прагнучи цілісного, недиференційованого іменування ситуації чи події. Подібні утворення суто ситуативні і поза конкретною ситуацією позбавлені сенсу (так, бі-бі в мові дитини може означати і саму машину, і звук, що видається їй, і окрему її частину — наприклад, колесо).